# Jonas Mekas
Jonas Mekas (ur. 24 grudnia 1922 w Siemieniszkach, zm. 23 stycznia 2019 w Nowym Jorku) – amerykański twórca filmowy, pisarz i kustosz pochodzący z Litwy, często nazywany „ojcem chrzestnym amerykańskiej awangardy filmowej”.

## Życiorys
W 1944 roku Mekas wyjechał z Litwy, by rozpocząć studia w Wiedniu. Podczas podróży przez Niemcy jego pociąg został zatrzymany przez nazistów i wraz z bratem Adolfasem Mekasem trafił do obozu pracy w Elmshorn, na obrzeżach Hamburga. Po ośmiu miesiącach bracia uciekli i do końca wojny ukrywali się na farmie w pobliżu duńskiej granicy.
Po wojnie Mekas przebywał w obozach dla uchodźców w Wiesbaden i Kassel. W latach 1946–1948 studiował filozofię na Uniwersytecie w Moguncji, a z końcem 1949 roku wyemigrował wraz z bratem do Stanów Zjednoczonych. Osiedlili się w Williamsburg w pobliżu Brooklynu w Nowym Jorku.
Dwa tygodnie po przyjeździe do Nowego Jorku pożyczył pieniądze, by kupić swoją pierwszą 16-milimetrową kamerę marki Bolex. Nagrywał nią epizody ze swojego życia. Odkrył awangardę filmową między innymi dzięki Amosowi Vogelowi i jego Cinema 16. Swoje pierwsze filmy zaprezentował w 1953 roku w Gallery East oraz w Film Forum w Nowym Jorku.
W 1954 roku zaczął wydawać Film Culture, a od 1958 roku prowadził kolumnę „Movie Journal” w The Village Voice. W 1962 roku był współtwórcą Film-Makers’ Cooperative (FMC), a w 1964 r. Filmmaker’s Cinematheque, która przekształciła się w Anthology Film Archives – jedną z największych kolekcji filmów awangardowych. Filmy i liczne albumy z fotografiami i dokumentami (głównie dotyczące lub pochodzące od twórców awangardy filmowej z lat 1950–1980) były przenoszone w zależności od ilości pozyskanych przez Mekasa funduszy. Od czasu do czasu filmowiec sam opłacał koszty przechowywania archiwów. Z tego powodu, w najcięższych finansowo momentach musiał ograniczać udostępnianie kolekcji. Pomimo wszelkich trudności, zasługą Mekasa jest ocalenie dużej ilości filmów awangardowych i związanych z nimi materiałów.
Na jego dorobek składają się zarówno filmy fabularne (Guns of trees, 1961), jak i dokumentalne (The Bring, 1963), a także „pamiętniki” (Walden, 1969), które były często wyświetlane na festiwalach i w salach kinowych na całym świecie.
Jonas Mekas współtworzył New American Cinema – amerykańską awangardę filmową – współpracując w szczególności z Lionelem Rogosinem. Był na polu artystycznym związany z takimi artystami, jak Andy Warhol, Nico, Allen Ginsberg, Yoko Ono, John Lennon, Salvador Dalí czy jego rodak George Maciunas.
W 1964 roku Mekas trafił do aresztu pod zarzutem obrazy moralności po pokazie filmów: Flaming Creatures (1963) i Jeana Geneta Un Chant d’Amour (1950). Zorganizował kampanię przeciwko cenzurze i przez kolejnych kilka lat wyświetlał filmy w Film-makers’ Cinematheque, The Jewish Museum i Gallery of Modern Art.
W latach 1964–1967 organizował pokazy amerykańskiej awangardy filmowej, które przemierzyły Europę i Południową Amerykę, a w 1966 roku przyłączył się do ruchu artystycznego 80 Wooster Fluxhouse Coop.
W 1970 roku został dyrektorem nowo otwartego Anthology Film Archives, które mieści muzeum filmu, salę kinową i bibliotekę. Mekas wraz ze Stanem Brakhagem, Kenem Kelmanem, Peterem Kubelka, Jamesem Broughtonem i P. Adams Sitneyem, rozpoczęli tam ambitny projekt o nazwie Essential Cinema, który miał ustanowić kanon najważniejszych dzieł filmowych.
W 2001 roku Mekas zrealizował pięciogodzinny pamiętnik filmowy pt. As I Was Moving Ahead, Occasionally I Saw Brief Glimpses of Beauty. Film, który był montowany ręcznie, składa się z nagrań powstających na przestrzeni pięćdziesięciu lat pracy autora.
Jonas Mekas zagrał w filmie Petera Sempela pt. Jonas in the Desert (1994).
W 1995 roku Mekas zrealizował 85-minutowy film pt. Birth of a Nation, prezentujący fragmenty twórczości 160 filmowców.
W późniejszych latach Mekas zaczął wykorzystywać w swoich pracach wieloekranowe instalacje, przy pomocy których wyświetlał znane już publiczności filmy. Prace te były prezentowane na 51. Biennale w Wenecji w PS1 Contemporary Art Center i w Jonas Mekas Visual Arts Center.
W 2004 roku, nieczynny terminal TWA Flight Centre przy Porcie Lotniczym J.F. Kennedy’ego, zaprojektowany przez Eero Saarinena, był miejscem wystawy zatytułowanej Terminal 5. Znalazły się na niej prace 18 artystów, wśród których był Jonas Mekas.
W 2007 roku Mekas zrealizował cykl 365 krótkich filmów dla marki iPod. Filmy powstawały w częstotliwości jeden na dzień i są dostępne na stronie internetowej filmowca.
Od lat 70. Mekas prowadzi zajęcia z filmu w New School for Social Research, MIT, Cooper Union i New York University.
Na Litwie Mekas jest znany jako poeta oraz prozaik. Jego dzieła ukazywały się zarówno w języku litewskim, jak i po angielsku. Publikował też liczne dzienniki i pamiętniki, m.in. I Had Nowhere to Go: Diaries, 1944–1954, Letters from Nowhere oraz Just like a Shadow, a także teksty krytyczne, teoretyczne i dotyczące praktycznej strony realizacji filmu.
10 listopada 2007 roku Jonas Mekas otworzył Jonas Mekas Visual Arts Center w Wilnie. Znajdują się w nim archiwa i biblioteka poświęcone awangardzie filmowej, których przeważającą część stanowią zbiory Mekasa oraz George’a Maciunasa, twórcy ruchu artystycznego Fluxus. Mekas planuje również budowę Fluxus Research Institute (Instytut Badań nad Fluxus).
1 czerwca 2010 roku otrzymał nagrodę Smoka Smoków podczas jubileuszowej 50. edycji Krakowskiego Festiwalu Filmowego.

## Filmografia
- Guns of the Trees (1962)
- Film Magazine of the Arts (1963)
- The Brig (1964)
- Award Presentation to Andy Warhol (1964)
- Report from Millbrook (1964–65)
- Hare Krishna (1966)
- Notes on the Circus (1966)
- Cassis (1966)
- The Italian Notebook (1967)
- Time and Fortune Vietnam Newsreel (1968)
- Walden (Diaries, Notes, and Sketches) (1969)
- Reminiscences of a Journey to Lithuania (1971–72)
- Lost, Lost, Lost (1976)
- In Between: 1964–8 (1978)
- Notes for Jerome (1978)
- Paradise Not Yet Lost (also known as Oona’s Third Year) (1979)
- Street Songs (1966/1983)
- Cups/Saucers/Dancers/Radio (1965/1983)
- Erik Hawkins: Excerpts from “Here and Now with Watchers”/Lucia Dlugoszewski Performs (1983)
- He Stands in a Desert Counting the Seconds of His Life (1969/1985)
- Scenes from the Life of Andy Warhol (1990)
- Mob of Angels/The Baptism (1991)
- Dr. Carl G. Jung or Lapis Philosophorum (1991)
- Quartet Number One (1991)
- Mob of Angels at St. Ann (1992)
- Zefiro Torna or Scenes from the Life of George Maciunas (1992)
- The Education of Sebastian or Egypt Regained (1992)
- He Travels. In Search of... (1994)
- Imperfect 3-Image Films (1995)
- On My Way to Fujiyama I Met… (1995)
- Happy Birthday to John (1996)
- Memories of Frankenstein (1996)
- Birth of a Nation (1997)
- Scenes from Allen’s Last Three Days on Earth as a Spirit (1997)
- Letter from Nowhere – Laiskas is Niekur N.1 (1997)
- Symphony of Joy (1997)
- Song of Avignon (1998)
- Laboratorium (1999)
- Autobiography of a Man Who Carried his Memory in his Eyes (2000)
- This Side of Paradise (1999)
- Notes on Andy’s Factory (1999)
- Mysteries (1966–2001)
- As I Was Moving Ahead Occasionally I Saw Brief Glimpses of Beauty (2000)
- Remedy for Melancholy (2000)
- Ein Maerchen (2001)
- Williamsburg, Brooklyn (1950–2003)
- Mozart & Wein and Elvis (2000)
- Travel Songs (1967–1981) n
- Dedication to Leger (2003)
- Notes on Utopia (2003) 30 min,
- Letter from Greenpoint (2004)
- 365 Day Project (2007), 30 hours.
- Notes on American Film Director: Martin Scorsese (2007), 80 minut.
- Lithuania and the Collapse of USSR (2008), 4 godz 50 minut.
- 42 One Dream Rush (2009)

## Nagrody i wyróżnienia
- Guggenheim Fellowship (1966)
- Creative Arts Award, Brandeis University (1977)
- Mel Novikoff Award, San Francisco Film Festival (1989)
- Chevalier de l’Ordre des Arts et Lettres, Ministerstwo Kultury, Francja (1992)
- Nacionalinė kultūros ir meno premija, Litwa (1995)
- Doctor of Fine Arts, Honoris Causa, Kansas City Art Institute (1996)
- Special Tribute, New York Film Critics Circle Awards (1996)
- Nagroda Pier Paolo Pasoliniego, Paryż (1997)
- Nagroda International Documentary Film Association, Los Angeles (1997)
- Governors Award, Skowhegan School of Painting and Sculpture, Maine, USA (1997)
- Atrium Doctoris Honoris Causa, Universitatis Vytauti Magni, Litwa (1997)
- Reprezentował Litwę na 51. Międzynarodowym Biennale w Wenecji (2006)
- Reminiscences of a Journey to Lithuania – dzieło wybrane przez United States National Film Preservation Board do umieszczenia w Library of Congress’ National Film Registry (2006)
- Nagroda Los Angeles Film Critics Association (2007)
- Österreichisches Ehrenzeichen für Wissenschaft und Kunst, Austria (2008)
- Baltic Cultural Achievement Award za Znakomity wkład w Naukę i Sztukę, USA (2008)
- Nagroda Smok Smoków na Krakowskim Festiwalu Filmowym, Polska (2010)